# Penantian (Kelam Tengah)
Penantian is een bestuurslaag in het regentschap Kaur van de provincie Bengkulu, Indonesië. Penantian telt 343 inwoners (volkstelling 2010).